# Adolphine Bertha Pfeiffer
Adolphine Bertha Pfeiffer (ur. 29 kwietnia 1889 w Kehl, zm. 9 listopada 1971 w Warszawie) – niemiecka pedagog pochodzenia francuskiego zamieszkała od 1920 w Warszawie. W okresie II wojny światowej udzieliła schronienia w swoim mieszkaniu w Warszawie dziewięciu Żydom, za co została zesłana do obozu w Majdanku.

## Życiorys
Używała imienia Else. Była nieślubną córką krawcowej, Berthy Alexandrine Salomon, pochodzącej z Paryża katoliczki, prawdopodobnie pochodzenia żydowskiego. Nazwisko Pfeiffer otrzymała po ślubie jej matki z piwowarem Michaelem Heinrichem Pfeifferem, który uznał Adolfinę za własne dziecko.
Początkowo pracowała w uzdrowisku Königstein im Taunus w górach Taunus.
W 1920 przyjechała do Warszawy, gdzie znalazła pracę jako wychowawczyni i nauczycielka dzieci Żydówki Heleny Czyż, której brat był współwłaścicielem sanatorium w Königstein im Taunus. Mąż Heleny, Nikodem był współwłaścicielem hurtowni artykułów chemicznych na ul. Mylnej i przedstawicielem fabryki Semperit. Adolfina mieszkała do 1939 u rodziny Czyżów przy ul. Miodowej 21.
Na początku II wojny światowej rodzina Czyżów uciekła na wschód na tereny przyłączone do ZSRR, zaś Adolfina pozostała w mieszkaniu przy ul. Miodowej. Po 2 października 1940 przeprowadziła się na ul. 6 Sierpnia (dziś al. Wyzwolenia) do dzielnicy niemieckiej.
W czasie wojny prowadziła świetlicę w fabryce „Wola” przy ul. Bema. Po utworzeniu getta warszawskiego pomagała przesiedlonym tam krewnym i znajomym rodziny Czyżów. W mieszkaniu przy ul. 6 sierpnia udzieliła schronienia Żydowi z Lipska Maxowi Felsenowi. Później przywiozła z okolic Lwowa swego byłego chlebodawcę Nikodema Czyża. Następnie zamieszkały u niej jeszcze dwie rodziny żydowskie. 29 grudnia 1942 Gestapo zabrało ukrywających się Żydów, a w pół godziny później Adolfinę Pfeiffer przewiozło do siedziby Gestapo w al. Schucha, a po przesłuchaniu do obozu na Majdanku.
19 kwietnia 1944 została przewieziona do Ravensbrück. Po wyzwoleniu obozu Pfeiffer znalazła się 2 czerwca 1945 w Polsce. Powróciła do zawodu wychowawczyni i pomocy domowej. Prawdopodobnie bezskutecznie starała się o nadanie polskiego obywatelstwa. Zmarła w Warszawie w wieku 82 lat.